# Strada degli Scarubbi
La strada degli Scarubbi è una strada carrabile del massiccio del Pasubio, nelle Prealpi vicentine, costruita durante la prima guerra mondiale. Lunga 10,5 chilometri, parte dal Passo Xomo (1058 m) e arriva alle Porte del Pasubio (1928 m).

## Storia

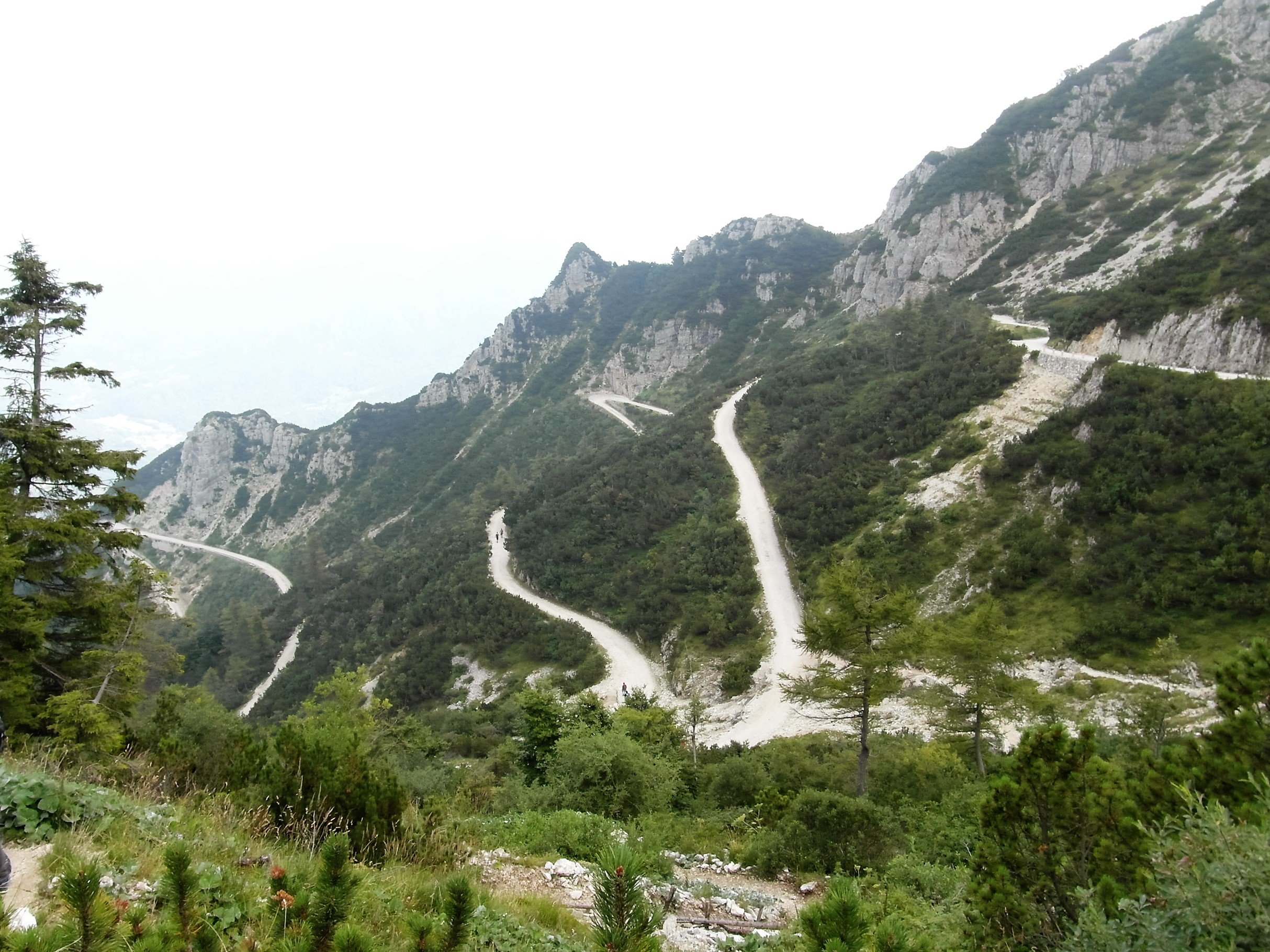
I primi tornanti della strada

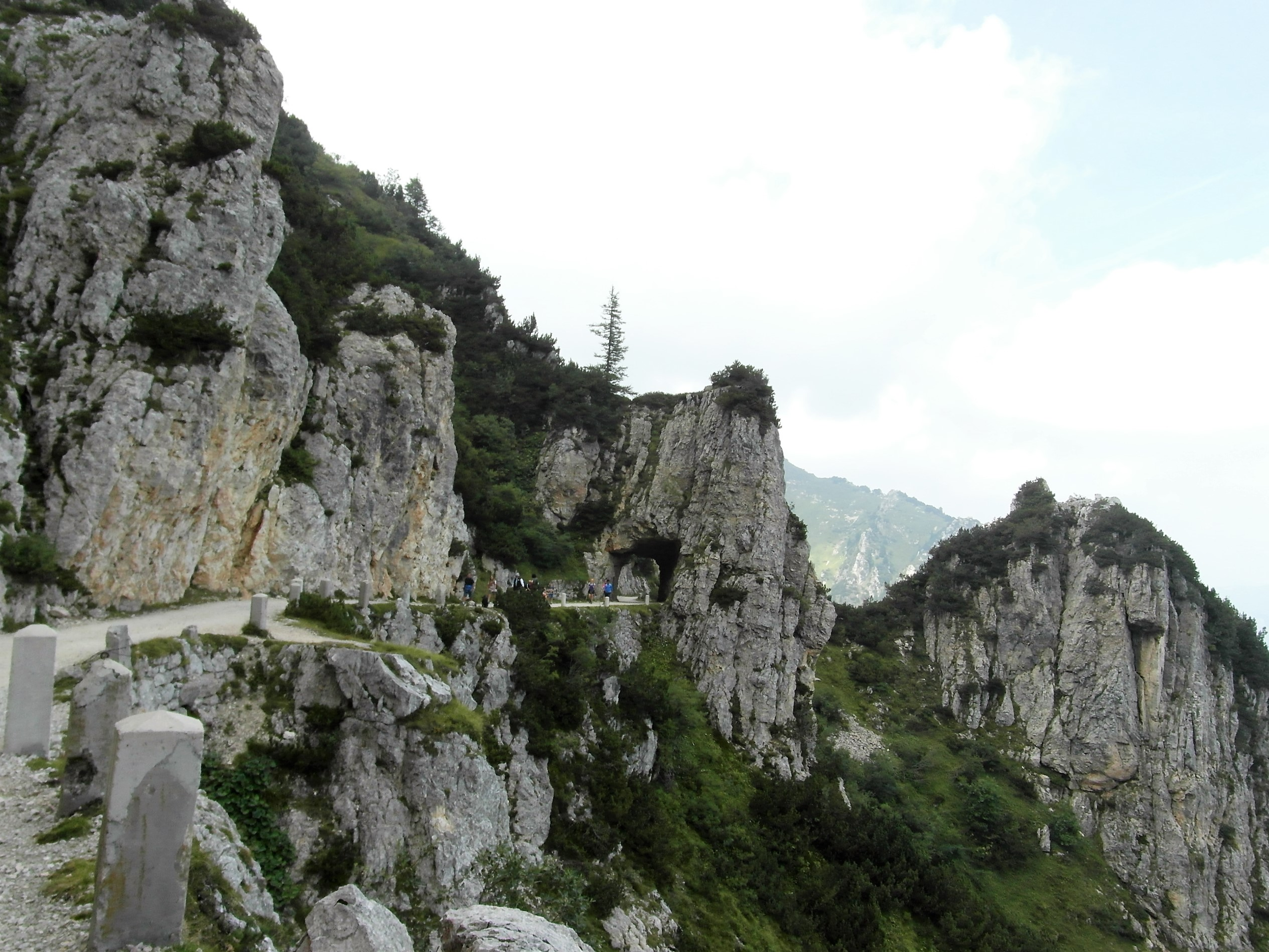
Parte finale della strada

La strada degli Scarubbi fu costruita nell'estate del 1915, durante la prima guerra mondiale, dall'Esercito Italiano per avere un accesso alla zona sommitale del Pasubio e quindi alla prima linea. Percorsa da autocarri, era tuttavia esposta all'artiglieria austriaca del vicino Monte Maio, essendo ricavata sul versante settentrionale del Monte Forni Alti. Veniva perciò percorsa in condizioni di particolare pericolo, in particolare durante la notte e a fari spenti. Furono sviluppate tecniche particolari per sfuggire all'artiglieria austriaca, come ad esempio sostare nei tornanti non in vista, per rendere più difficoltoso il puntamento dell'artiglieria nemica.
A causa della sua esposizione a nord, non era utilizzabile durante l'inverno e per buona parte della primavera: questi fattori resero necessaria la costruzione della strada delle 52 gallerie, molto più sicura ma non accessibile ai mezzi motorizzati. Dopo il secondo dopoguerra la strada degli Scarubbi ha rappresentato, con quella degli Eroi, la principale via d'accesso alle prime automobili di gitanti. Chiusa al traffico motorizzato dagli anni ottanta con sbarra poco dopo Bocchetta Campiglia, è oggi accessibile solamente ai gestori del rifugio Achille Papa.

## Percorso
La strada parte dal Passo Xomo (1058 m) e sale per circa 1,5 chilometri al 10% medio su fondo naturale incatramato, fino a Bocchetta Campiglia (1216 m). Qui si dirama la strada delle 52 gallerie e vi sono ampi parcheggi. Da qui la strada scende per qualche centinaio di metri fino al bivio per Malga Campiglia e poi riprende a salire nell'impluvio naturale delle Caneve di Campiglia, da dove si sale con 12 tornanti per 5,7 chilometri al 9,5% di pendenza media, con scorci molto suggestivi dalla parte sommitale.
Per circa un chilometro la strada rimane pianeggiante, scavata nella roccia sopra le guglie degli Scarubbi, da cui prende il nome. Questo è il tratto più esposto e più pericoloso, spesso soggetto a piccole frane durante il periodo primaverile a causa del disgelo e delle piogge. Per l'ultimo chilometro e mezzo la strada riprende a salire tortuosa fino alle Porte del Pasubio. Tuttavia continua ancora per un altro chilometro e mezzo, pur su pendenze molto più impegnative e con fondo piuttosto rovinato, passando a fianco dell'Arco Romano, fino alla chiesetta di Santa Maria del Pasubio presso la Selletta del Comando, sede del comando degli ufficiali italiani durante il conflitto.

## La strada oggi
La strada degli Scarubbi è oggi di fatto l'unica via usata per l'accesso alla sommità del Pasubio con mezzi motorizzati. Nella sua parte intermedia, quella pianeggiante, è tuttavia soggetta a frane dopo le piogge primaverili e richiede annualmente lavori di manutenzione consistenti, per la rimozione dei detriti e la messa in sicurezza.
Viene inoltre scelta come via di discesa dalla maggior parte degli escursionisti, essendo molto più breve della Strada degli Eroi, sfruttando le scorciatoie sui tornanti delle Caneve di Campiglia. Insieme all'altra rotabile rappresenta uno dei percorsi di maggior interesse storico e paesaggistico per la mountain bike.